# Manhac
Manhac település Franciaországban, Aveyron megyében. Lakosainak száma 873 fő (2022. január 1.). Manhac Calmont, Camboulazet, Baraqueville és Sainte-Juliette-sur-Viaur községekkel határos.

## Népesség
A település népessége az elmúlt években az alábbi módon változott:
| Lakosok száma | 544  | 442  | 375  | 590  | 763  | 797  | 819  | 838  | 841  | 873  |
|               | 1968 | 1982 | 1990 | 2006 | 2013 | 2015 | 2017 | 2019 | 2020 | 2022 |